# アンブローズ・オルセン
アンブローズ・オルセン（Ambrose Olsen、1985年11月27日 - 2010年4月22日）は、2000年代に活動したアメリカ出身のファッションモデル。アルマーニやヒューゴ・ボスなどのファッションブランドの広告への幾度もの登場から知られたが、2010年に死去した。自殺であった。

## 生涯
アラスカのホーマーに出生。モデル業以前にはサーフィンやボクシング、ホッケーなどのスポーツに親しみ、大工としての訓練を受けたほか、海軍へのボランティア参加なども検討していたという。
やがて17歳時にモデル業を開始。2002年にニューヨークへと移った。

### モデル業
その経歴を通して多くのプリント広告に登場し、ランウェイもこなした。
最も著名となった仕事は2007年のアルマーニ・エクスチェンジの広告への登場で、アドリアナ・リマと共演。
ヒューゴ・ボス、ドルチェ&ガッバーナ、イヴ・サンローラン、ルイ・ヴィトン、バーバリー、アルマーニほか、多種のファッションブランドのショーを歩いた。

### 死
2010年4月22日、ニューヨークで遺体となって発見された。24歳、警察発表によれば首吊り自殺であった。

#### 主な出演

##### 広告
- ヒューゴ・ボス（2003年） 共／ラケル・ジマーマン[7]
- ドルチェ&ガッバーナ（2005年）[7]
- ノーティカ（2006年）[7]
- ディオール・オム（2006年）[7]
- アルマーニ・エクスチェンジ（2007年） 共／アドリアナ・リマ
- 香水『エクストリーム・アティテュード』（2009年、契約、アルマーニ）[7]

##### 雑誌
- 『VMAN』（2003年、撮影：エディ・スリマン）[12]
- 『Têtu』（表紙：2005年1月、フランスのゲイ専門誌）[6]
- 『ワンダーランド』（表紙：2005年9月） 共／ソランジュ・ウィルバート、セシリー・ロペス[7]
- 『ヌメロ・オム』（2007年春季）[7]
- 『アウト』（2007年5月、米国のゲイ専門誌）[7]
- 『GQスタイル』（2007年秋季）[7]
- 『VMAN』（2007年秋季、撮影：エディ・スリマン）[7]
- 『VMAN』（2008年春季、特集）[7]
- 『ベリー・エル』（2008年春季） 共／リーリー・ソビエスキー